# Bertha Krupp von Bohlen und Halbach
Bertha Krupp von Bohlen und Halbach,  född 29 mars 1886 i Essen, död 21 september 1957 i Essen, medlem av Kruppfamiljen och ägare av Kruppkoncernen.
Bertha Krupp von Bohlen und Halbach var dotter till Friedrich Alfred Krupp och ärvde efter faderns död 1902 Kruppkoncernen. Hennes unga ålder gjorde att man valde att omvandla koncernen till ett aktiebolag med Bertha Krupp som aktieägare. Ledningen av koncernen togs över av direktörer och hennes mor Margarethe Krupp var förmyndare.
Bertha Krupp von Bohlen und Halbach gifte sig 1906 med Gustav Krupp von Bohlen und Halbach som därmed blev företagets nya ledare - Bertha Krupp von Bohlen und Halbach skulle dock behålla sina aktier fram till 1943. Gustav von Bohlen und Halbach tog namnet Krupp vilket knöts till rollen som ledare för företaget och krävde specialtillstånd - vilket man fick av kejsaren. 1943 togs företaget över av sonen Alfried Krupp von Bohlen und Halbach och i samband med detta omvandlades Kruppkoncernen återigen till att tillhöra en familjemedlem fullt ut.